# Marché aux Affaires
Le marché aux Affaires est un commerce de grande distribution, d'une surface moyenne de 1 000 m2, spécialisé dans les articles pour la maison et les articles saisonniers. 
L'enseigne compte 320 magasins franchisés et partenaires en mars 2022.

## Historique
En 2004 est créée la centrale Marché aux Affaires sous le nom L3F (les 3 frères) par Nahel, Sylvain et Wael Jaghlit à Corcelles-les-Monts, près de Dijon.
Le concept s'ouvre à la franchise en 2004,. 
En 2018, le premier magasin franchisé ouvre à l'étranger (Belgique). En 2020 le premier magasin franchisé ouvre en France d'outre-mer (Martinique). Le réseau compte 320 points de vente en mars 2022, dont une majorité de magasins franchisés et 22 en propre.
Positionné sur l'ultradiscount non alimentaire de proximité, Marché aux Affaires cherche encore, en 2024, à s'étendre et à ouvrir entre 20 et 30 nouveaux points de vente par an, dont une minorité en propre (succursales).

## Identité

### Slogans
- "Tout pour vous plaire"
- "Encore moins cher"